# Conus fijiensis
Conus fijiensis é uma espécie de gastrópode do gênero Conus, pertencente à família Conidae.